# Yngve Diurlin
Jarl Yngve Diurlin, född 6 september 1903 i Hedvig Eleonora församling i Stockholms stad, död 1 april 1990 i Strängnäs domkyrkoförsamling i Södermanlands län, var en svensk militär.
Diurlin avlade studentexamen i Göteborg 1924 och officersexamen vid Kungliga Krigsskolan 1926 samt utnämndes till fänrik vid Skaraborgs regemente samma år. Han befordrades till löjtnant 1930, studerade vid Kungl. Krigshögskolan 1934–1936 och utnämndes till kapten i Generalstabskåren 1940. Han tjänstgjorde 1940–1944 vid Försvarsstaben och befordrades 1944 till major. Han tjänstgjorde vid Hallands regemente 1944–1945 och 1945–1946. Åren 1946–1951 gjorde han stabstjänstgöring och befordrades 1949 till överstelöjtnant. Han tjänstgjorde vid Svea trängregemente 1951–1955. År 1955 befordrades han till överste och var därefter chef för Norrlands trängregemente 1955–1958 och chef för Svea trängregemente 1958–1963.
Yngve Diurlin var son till sjökapten Gustaf Diurlin och dennes hustru Gerda, född Wahlquist. Yngve Diurlin var från 1933 gift med Signhild, född Berg (1910–1986). Yngve Diurlin var tvillingbror med Folke Diurlin. Makarna Diurlin är begravda på Södra kyrkogården i Strängnäs.

## Utmärkelser
- Riddare av Svärdsorden, 1946.[3]
- Riddare av Vasaorden, 1950.[4]
- Kommendör av Svärdsorden, 6 juni 1959.[5]
- Kommendör av första klass av Svärdsorden, 6 juni 1963.[6]